# Copa espanyola d'hoquei sobre patins masculina 2007
La seixanta-quatrena edició de la Copa espanyola d'hoquei patins masculina (en el moment anomenada, Copa del Rei) prengué part al Pavelló Francisco Laporta de la localitat d'Alcoi entre l'1 i el 4 de març de 2007.
Tots els partits foren retransmesos a través de la web de la Reial Federació Espanyola de Patinatge, i a més a més, les semifinals i final també es van emetre per TV3 i per Popular TV.
El lliurament de medalles i guardons va ser presidit pel batlle d'Alcoi, Jorge Sedano, i pel president de la Reial Federació Espanyola de Patinatge, Carmelo Paniagua. En el moment de sortir a la pista fou escridassat pels espectadors arran de la seva oposició al reconeixement de la Federació Catalana de Patinatge en la FIRS i la Confederació Sud-americana del Patí. L'anècdota es va produir quan, en el moment de felicitar el capità blaugrana, Panaigua va aparèixer a la foto al costat del mapa dels Països Catalans que portava la bufanda que, moments abans, seguidors de Sang Culé li havien regalat a José Luis Páez.
L'speaker del campionat va utilitzar el català al llarg dels quatre dies en què es va disputar l'esdeveniment, fins al moment del lliurament de medalles. «Portava tot el guió en català, però els de la Federació m'han obligat a fer-ho en castellà», va afirmar el locutor. El mateix fet es produí durant la celebració de la Copa espanyola de l'any 2005 al Pavelló Olímpic de Reus.

## Participants
Els equips classificats com a caps de sèrie tenen un estel daurat al lateral ().
| Equips | Equips                 |
| ------ | ---------------------- |
|        | Alnimar Reus Deportiu  |
|        | Noia Freixenet         |
|        | Vilanova l'Ull Blau    |
|        | Enrile PAS Alcoi       |
|        | Barcelona Sorli Discau |
|        | Liceo Vodafone         |
|        | Roncato Vic            |
|        | Viva Hàbitat Blanes    |

## Resultats
Els horaris corresponen a l'hora d'hivern dels Països Catalans (zona horària: UTC+1).
|  | Quarts de final                             | Quarts de final                             |                                             |   | Semifinals | Semifinals |  |  | Final | Final |
|  |                                             |                                             |                                             |   |            |            |  |  |       |       |
|  | 1 de març - Alcoi Pavelló Francisco Laporta |                                             |                                             |   |            |            |  |  |       |       |
|  |                                             |                                             |                                             |   |            |            |  |  |       |       |
|  | Alnimar Reus Deportiu                       | 5                                           |                                             |   |            |            |  |  |       |       |
|  | Alnimar Reus Deportiu                       | 5                                           | 3 de març - Alcoi Pavelló Francisco Laporta |   |            |            |  |  |       |       |
|  | Vilanova l'Ull Blau                         | 2                                           |                                             |   |            |            |  |  |       |       |
|  | Vilanova l'Ull Blau                         | 2                                           | Alnimar Reus Deportiu                       | 2 |            |            |  |  |       |       |
|  | 1 de març - Alcoi Pavelló Francisco Laporta |                                             | Alnimar Reus Deportiu                       | 2 |            |            |  |  |       |       |
|  |                                             | Noia Freixenet                              | 1                                           |   |            |            |  |  |       |       |
|  | Noia Freixenet                              | Noia Freixenet                              | 1                                           | 5 |            |            |  |  |       |       |
|  | Noia Freixenet                              |                                             | 4 de març - Alcoi Pavelló Francisco Laporta | 5 |            |            |  |  |       |       |
|  | Enrile PAS Alcoi                            | 3                                           |                                             |   |            |            |  |  |       |       |
|  | Enrile PAS Alcoi                            | 3                                           | Alnimar Reus Deportiu                       | 1 |            |            |  |  |       |       |
|  | 2 de març - Alcoi Pavelló Francisco Laporta |                                             | Alnimar Reus Deportiu                       | 1 |            |            |  |  |       |       |
|  |                                             | Barcelona Sorli Discau                      | 3                                           |   |            |            |  |  |       |       |
|  | Liceo Vodafone                              | Barcelona Sorli Discau                      | 3                                           | 3 |            |            |  |  |       |       |
|  | Liceo Vodafone                              | 3 de març - Alcoi Pavelló Francisco Laporta |                                             | 3 |            |            |  |  |       |       |
|  | Viva Hàbitat Blanes                         | 1                                           |                                             |   |            |            |  |  |       |       |
|  | Viva Hàbitat Blanes                         | 1                                           | Liceo Vodafone                              | 2 |            |            |  |  |       |       |
|  | 2 de març - Alcoi Pavelló Francisco Laporta |                                             | Liceo Vodafone                              | 2 |            |            |  |  |       |       |
|  |                                             | Barcelona Sorli Discau                      | 5                                           |   |            |            |  |  |       |       |
|  | FC Barcelona Sorli Discau                   | Barcelona Sorli Discau                      | 5                                           | 2 |            |            |  |  |       |       |
|  | FC Barcelona Sorli Discau                   |                                             |                                             | 2 |            |            |  |  |       |       |
|  | Roncato Vic                                 | 1                                           |                                             |   |            |            |  |  |       |       |
|  | Roncato Vic                                 | 1                                           |                                             |   |            |            |  |  |       |       |

### Quarts de final
| 1 de març de 2007 19:00                        |     |                      |                                                         |
| Alnimar Reus Deportiu                          | 5-2 | Vilanova l'Ull Blau  | Pavelló Francisco Laporta Àrbitres: L. Delfa i J. Gómez |
| Caldú 10', 30' García 31' Gual 44' Sánchez 47' |     | Julivert 35' Ros 44' | Pavelló Francisco Laporta Àrbitres: L. Delfa i J. Gómez |

| 1 de març de 2007 21:30                           |     |                                 |                                                           |
| Noia Freixenet                                    | 5-3 | Enrile PAS Alcoi                | Pavelló Francisco Laporta Àrbitres: X. Galán i A. Garrote |
| Brichs 3' Varias 3' (p) Feixas 12' Selva 15', 24' |     | Miras 40' Fuentes 45' López 48' | Pavelló Francisco Laporta Àrbitres: X. Galán i A. Garrote |

| 2 de març de 2007 19:00        |     |                     |                                                            |
| Liceo Vodafone                 | 3-1 | Viva Hàbitat Blanes | Pavelló Francisco Laporta Àrbitres: Aragonès i J.J. Melero |
| Alves 7' Lamas 25' Álvarez 40' |     | Lladó 18'           | Pavelló Francisco Laporta Àrbitres: Aragonès i J.J. Melero |

| 2 de març de 2007 21:30   |     |             |                                                          |
| Barcelona Sorli Discau    | 2-1 | Roncato Vic | Pavelló Francisco Laporta Àrbitres: J. Molina i A. Gómez |
| J.L. Páez 33' D. Páez 47' |     | Pujadas 28' | Pavelló Francisco Laporta Àrbitres: J. Molina i A. Gómez |

### Semifinals
| 3 de març de 2007 12:30        |     |                |                                                             |
| Alnimar Reus Deportiu          | 2-1 | Noia Freixenet | Pavelló Francisco Laporta Àrbitres: F. García i O. Valverde |
| Cabestany 20' Caldú 56' (pro.) |     | Brichs 45'     | Pavelló Francisco Laporta Àrbitres: F. García i O. Valverde |

| 3 de març de 2007 18:30 |     |                                                       |                                                           |
| Liceo Vodafone          | 2-5 | Barcelona Sorli Discau                                | Pavelló Francisco Laporta Àrbitres: J. Vidal i J.C. Pérez |
| Lamas 32' Alves 41'     |     | López 20' J.L. Páez 23' D. Páez 28', 49' Borregán 38' | Pavelló Francisco Laporta Àrbitres: J. Vidal i J.C. Pérez |

### Final
| 4 de març de 2007 17:00 |     |                                    |                                                               |
| Alnimar Reus Deportiu   | 1-3 | Barcelona Sorli Discau             | Pavelló Francisco Laporta Àrbitres: G. Sandoval i J.J. Prades |
| Teixidó 41'             |     | Borregán 5' Panadero 13' López 41' | Pavelló Francisco Laporta Àrbitres: G. Sandoval i J.J. Prades |

| Campió FC BARCELONA SORLI DISCAU |

## Màxims golejadors
Article principal: Llista completa de golejadors
| Jugador           | Equip                  | Gols |
| ----------------- | ---------------------- | ---- |
| Xavier Caldú      | Alnimar Reus Deportiu  | 3    |
| David Páez        | Barcelona Sorli Discau | 3    |
| Pedro Alves       | Liceo Vodafone         | 2    |
| Alberto Borregán  | Barcelona Sorli Discau | 2    |
| Xavier Brichs     | Noia Freixenet         | 2    |
| Josep Lamas       | Liceo Vodafone         | 2    |
| Carlos López      | Barcelona Sorli Discau | 2    |
| José Luis Páez    | Barcelona Sorli Discau | 2    |
| Josep Maria Selva | Noia Freixenet         | 2    |

## Premis
- Màxim golejador: Xavier Caldú (Alnimar Reus Deportiu) i David Páez (Barcelona Sorli Discau)
- Millor jugador: Aitor Egurrola (Barcelona Sorli Discau)